# Gerhard Bühler (Richter)
Gerhard Bühler (* 14. April 1925; † 3. Juli 2015) war ein deutscher Physiker und Bundesrichter.

## Leben
Bühler schloss sein Studium der Physik mit Diplom ab. Vom 1. Februar 1984 bis 30. April 1987 war er Vizepräsident des deutschen Bundespatentgerichts und Vorsitzender des 18. Senats, technischer Beschwerdesenat XIII. Zum 30. April 1987 trat er nach 25-jähriger Tätigkeit beim Deutschen Patentamt und als Richter am Bundespatentgericht in den Ruhestand. Aus diesem Anlass wurde ihm das Große Verdienstkreuz der Bundesrepublik Deutschland verliehen.

## Ehrungen
- 1987: Großes Verdienstkreuz der Bundesrepublik Deutschland[5]